# Yitzhak Yedid
Yitzhak Yedid hebreiska: יצחק ידיד, född 29 september 1971, är en israelisk-australisk kompositör av samtida klassisk musik och improviserande pianist, mottagare av ett flertal priser. 